# Антоненко, Николай Иванович
Николай Иванович Антоненко (род. 16 марта 1953, Симферополь) – советский, украинский и российский дирижёр и режиссёр. Народный артист Украины (1999). Лауреат Государственной премии АР Крым (1994).

## Биография
Окончил в 1977 Московский музыкально-педагогический институт им. Гнесиных. С 1979 года главный дирижёр Крымского украинского театра драмы и музыкальной комедии, с 1991 года — художественный руководитель Крымского камерного театра (Симферополь). Постоянный режиссёр-постановщик международных фестивалей в Крыму.
Среди музыкальных спектаклей: оперетты "Испанская рапсодия" В. Ильина (1986, премьера), «Фонтан любви» (1982) и оратория «Месса Херсонеса» (1995, премьера) А. Караманова; опера «Аптекарь» (1984) Й. Гайдна.
После аннексии Крыма Россией принял российское гражданство, продолжил выступления и работу в Крыму.